# Michael Cochrane (athlétisme)
Pour les articles homonymes, voir Michael Cochrane et Cochrane.
Michael Cochrane (né le 13 août 1991 à Tauranga) est un athlète néo-zélandais, spécialiste du 400 m haies.
Son record, ancien record national, est de 49 s 72 obtenu le 22 février 2014 à Perth.
Le 22 août 2015, il le porte lors des championnats du monde à 49 s 58 à Pékin.	